# Sitecore
Sitecore er et content management system software firma som leverer forretningswebsites, intranet, portaler og marketing software. Sitecore blev etableret i 2001 og har kontorer i Australien, Danmark, Holland, England, USA og Japan.
Sitecores software er baseret på Microsoft's .NET.
Sitecore blev i 2011 udnævnt som Danmarks bedste it-virksomhed i Computerworlds årlige Top 100-undersøgelse.